# Macrostomum graffi
Macrostomum graffi is een platworm (Platyhelminthes). De worm is tweeslachtig. De soort leeft in het zoute water.
Het geslacht Macrostomum, waarin de platworm wordt geplaatst, wordt tot de familie Macrostomidae gerekend. De wetenschappelijke naam van de soort werd voor het eerst geldig gepubliceerd in 1939 door Ferguson.